# The Non-Stop Kid
The Non-Stop Kid er en amerikansk stumfilm fra 1918.

## Medvirkende
- Harold Lloyd - Harold
- Snub Pollard - Snub
- Bebe Daniels - Wiggle
- William Blaisdell
- Sammy Brooks